# Estádio Lawson Tama
Lawson Tama é um estádio multiuso sediado em Honiara, capital das Ilhas Salomão. Hoje em dia, é usado principalmente para jogos de futebol, pois o estande é construído na encosta, de modo que não há capacidade oficial, porém não mais do que vinte mil caberiam no campo ao redor. O estádio sediou a Copa das Nações da OFC de 2012 e a inauguração do Mini Jogos do Pacífico em julho de 1981.

## Histórico
Após a criação da Associação Britânica de Esportes Amadores das Ilhas Salomão depois de uma reunião em agosto de 1961, o governo alocou uma área perto do hospital da cidade. O terreno foi inicialmente conhecido como Town Sports Ground e o trabalho de preparação foi concluído no começo de 1964. Em 1965, foram feitos planos para construir um pavilhão e outras instalações.
Já que Honiara se expandiu, o terreno ficou mais central. Sugeriu-se que o terreno fosse renomeado, com o "Hospital Ground" sendo uma sugestão. Afinal, o estádio tem seu nome em homenagem ao empresário e político Eric Lawson, que estava fortemente envolvido em ajudar a estabelecê-lo.